# Schießstand im Willy-Brandt-Park

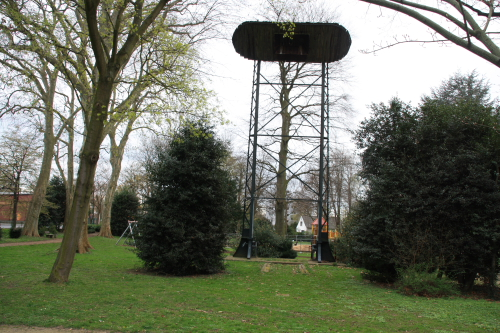
Der Schießstand

Der Schießstand im Willy-Brandt-Park steht in Düren in Nordrhein-Westfalen im Stadtpark, heute Willy-Brandt-Park.
Der Hochschießstand der St. Ewaldus-Schützengilde von 1486 wurde in der zweiten Hälfte des 19. Jahrhunderts erbaut. Die etwa 20 m hohe Eisenkonstruktion aus genieteten Profilen: Die zwei Stützen sind im oberen Bereich durch eine Bogenkonstruktion verbunden. Daran ist ein großer Kugelfang zum Büchsenschießen befestigt.
Das Bauwerk ist unter Nr. 1/104 in die Denkmalliste der Stadt Düren eingetragen.